# Jhy-Wey Shieh
Jhy-Wey Shieh oder Shieh Jhy-Wey (chinesisch 謝志偉, Pinyin Xiè Zhìwěi, Tongyong Pinyin Sie Jihwei; * 6. Januar 1955 in Keelung) ist ein taiwanischer Germanist und der derzeitige diplomatische Vertreter Taiwans in der Bundesrepublik Deutschland.

## Leben
Er erwarb von 1973 bis 1977 den Bachelor an der Fakultät für Deutsche Sprache und Kultur der Soochow-Universität, und von 1977 bis 1980 den Magister in Germanistik und Neuerer Literaturwissenschaft an der Fu-Jen-Universität. In den Jahren 1982 bis 1987 promovierte er mit einem DAAD-Stipendium an der Ruhr-Universität Bochum. Von 1992 bis 1994 hatte er ein Forschungsstipendium der Alexander-von-Humboldt-Stiftung und lehrte in den Jahren 1987 bis 2016 als Dozent und Professor an der Abteilung für deutsche Sprache und Kultur an der Soochow-Universität. Von 1995 bis 1998 war er Präsident des Germanisten- und Deutschlehrerverbands Taiwan und von 1996 bis 2002 Dekan der Fakultät für Fremdsprachen der Soochow-Universität. Von 1997 bis 2002 war er Berater des Bildungsministeriums von Taiwan. Er arbeitete von 2003 bis 2005 als Kolumnist der Liberty Times. Von 2005 bis 2007 war er Repräsentant von Taiwan in der Bundesrepublik Deutschland. Unter Präsident Chen Shui-bian amtierte er 2007 bis 2008 als Minister und Leiter des Regierungsinformationsamts sowie als Regierungssprecher. Von 2008 bis 2016 war er Moderator einer Talkshow bei Formosa TV. Seit 2016 ist er Repräsentant der Taipeh Vertretung in der Bundesrepublik Deutschland.

## Schriften (Auswahl)
- Liebe, Ehe, Hausstand. Die sprachliche und bildliche Darstellung des „Frauenzimmers im Herrenhaus“ in Fontanes Gesellschaftsroman „Effi Briest“. Frankfurt am Main 1987, ISBN 3-8204-1042-2.
- Kommt ein Jäger dem Wilderer ins Gehege ... Zum Wilderer-Motiv in der deutschen Literatur. Bielefeld 1995, ISBN 3-89528-135-2.